# Isla Catalinita
Die etwa 10 ha große Insel Isla Catalinita liegt im Osten der Dominikanischen Republik 1,4 km südlich des Festlands und 3,5 km nördlich der größeren Insel Isla Saona.
Beide Inseln gehören zum Parque Nacional del Este („Nationalpark des Ostens“) und stehen unter Naturschutz.
Isla Catalinita ist unbewohnt. Wegen ihrer Korallenriffe und flachen Tauchgründe wird die Insel aber häufig von Touristenbooten angesteuert.
Die Insel ist eine Privatinsel der Carnival Cooperation, des größten Kreuzfahrtunternehmens der Welt, zu dem auch Costa Crociere gehört. Zahlreiche Kreuzfahrtschiffe ankern alljährlich vor der Insel. Die Passagiere werden mit Tenderbooten an Land gebracht, da ein direktes Anlegen nicht möglich ist. 